# ایرنه فون مایندورف
ایرنه فون مایندورف (آلمانی: Irene von Meyendorff; ۶ ژوئن ۱۹۱۶ – ۲۸ سپتامبر ۲۰۰۱) بازیگر اهل بریتانیا بود.
از فیلم‌ها یا برنامه‌های تلویزیونی که وی در آن نقش داشته‌است می‌توان به گناه نخستین اشاره کرد.
وی همچنین برندهٔ جوایزی همچون جایزه فیلم آلمان شده‌است.